# Мостовой, Григорий Порфирьевич
Григорий Порфирьевич Мостовой (8 октября 1923, с. Петропавловка, Украинская ССР — ноябрь 1943) — пулемётчик 1033-го стрелкового полка (280-я Конотопская Краснознамённая стрелковая дивизия, 60-я армия, Центральный фронт), ефрейтор. Герой Советского Союза.

## Биография
Родился 8 октября 1923 года в селе Петропавловка Донецкой губернии Украинской ССР.
Во время Великой Отечественной войны в действующей армии с 15 мая 1942 года. Сражался на Брянском, Центральном, 1-м Украинском фронтах. Участвовал в оборонительных боях на Елецком направлении, в Воронежско-Касторненской операции, в битве на Курской дуге, в Черниговско-Припятской операции, форсировал реку Сейм, а 6 сентября участвовал в освобождении Конотопа Сумской области.
Г. П. Мостовой отличился во время Черниговско-Припятской операции. Указом Президиума Верховного Совета СССР от 17 октября 1943 года за умелое выполнение боевых задач, отвагу и героизм, проявленные в битве за Днепр, ефрейтору Мостовому Григорию Порфирьевичу присвоено звание Героя Советского Союза.
В ноябре 1943 года Г. П. Мостовой пропал без вести.

## Награды
- Медаль «Золотая Звезда» Героя Советского Союза (17.10.1943)[2][3].
- Орден Ленина (17.10.1943).
- Медаль «За отвагу» (24.02.1943[5]; 02.08.1943[6]).